# Svinka
Svinka – rzeka we wschodniej Słowacji, lewy dopływ Hornadu w zlewisku Morza Czarnego. Długość – 50,8 km, powierzchnia zlewni – 345 km².
Svinka powstaje z połączenia dwóch niewielkich rzek: Malej Svinki i Veľkej Svinki na południe od wsi Kojatice. Malá Svinka wypływa z gór Bachureń (na wys. 910 m n.p.m. pod szczytem Žliabky), Veľká Svinka wypływa z gór Branisko (na wys. 1000 m n.p.m. pod szczytem Smrekovica). Obie rzeczki spływają na południowy wschód do Kotliny Koszyckiej i łączą się na południe od wsi Kojatice. Powstała w ten sposób Svinka płynie na południowy wschód, okrążając od północy masy górski Čierna hora. Uchodzi do Hornadu koło wsi Kysak.